# Markuspassionen
Markuspassionen är ett körverk av barockkompositören Johann Sebastian Bach.
Verket, som bygger på Markusevangeliet, framfördes första gången i Thomaskirche i Leipzig på långfredagen 23 mars 1731.
Tillsammans med Lukaspassionen försvann Bachs egna noter under oro i landet strax efter mästarens död. Den enda kända kopian försvann i samband med flygbombningen av Dresden 1945. Librettot finns dock kvar.
Det finns även En svensk Markuspassion av Fredrik Sixten och Bengt Pohjanen.

## Andra passioner av Bach
- Johannespassionen
- Matteuspassionen
- Lukaspassionen

## Fotnoter
1. ↑  Bach Cantatas Website
2. ↑  En svensk Markuspassion Arkiverad 21 februari 2009 hämtat från the Wayback Machine. hos Caprice Records